# کامیونکا (استان اوپوله)
کامیونکا (به لهستانی: Kamionka) یک منطقهٔ مسکونی در لهستان است که در گمینا رنگسکا ویش واقع شده‌است.